# Buholmen (Fjell)
Buholmen est une île et un village dans le landskap Sunnhordland du comté de Vestland. Elle appartient administrativement à Øygarden.

## Géographie
Rocheuse et couverte d'arbres, elle s'étend sur environ 368 m de longueur pour une largeur approximative de 335 m. Elle compte quatre habitations sur sa côte nord. 